# Bengt
Cette page présente le prénom Bengt ainsi que ses variantes.

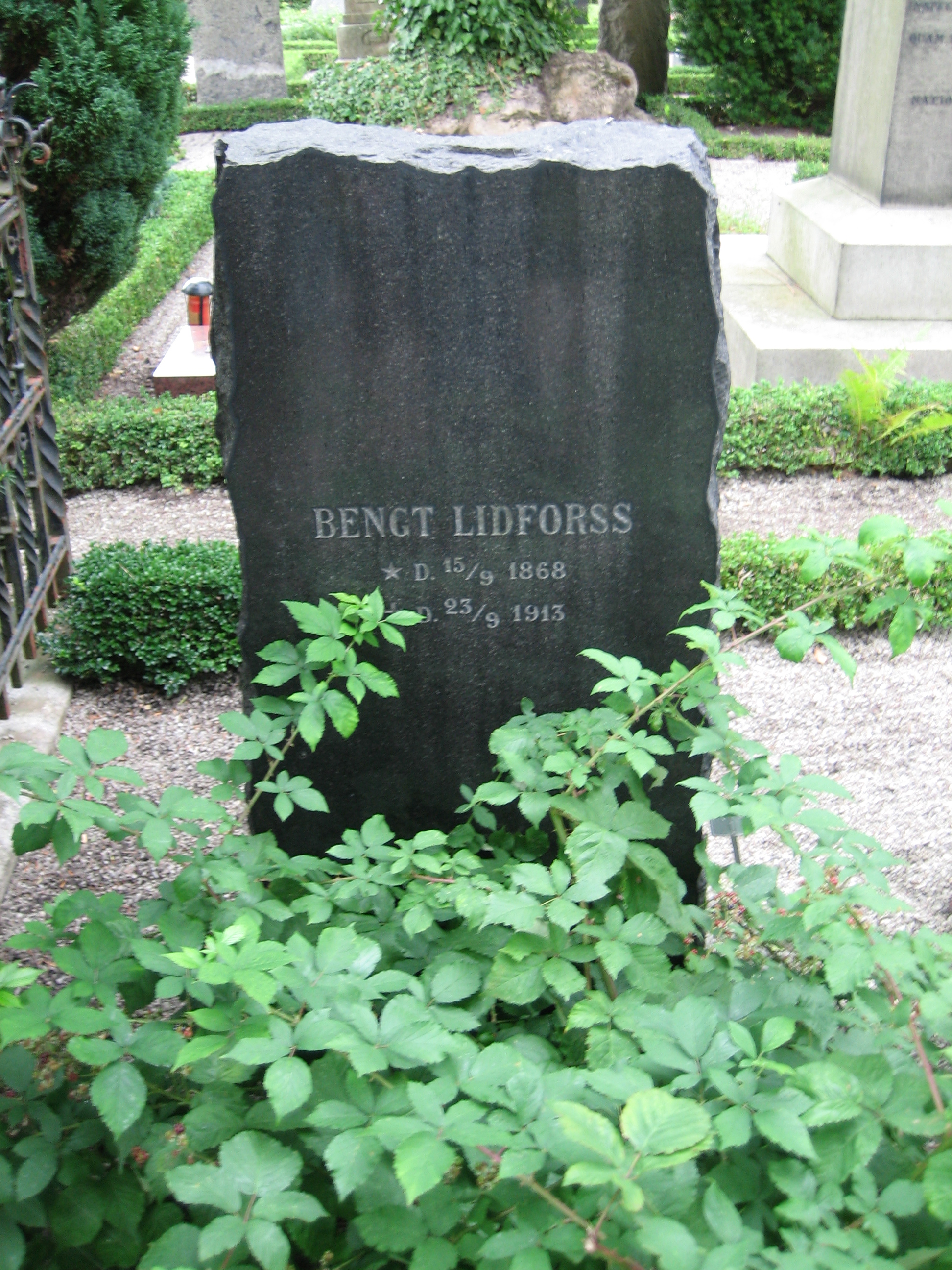
Tombe du professeur suédois Bengt Lidforss Lund Suède.

Bengt est un prénom masculin scandinave, porté essentiellement en Suède ; c'est la contraction du latin benedictus « béni »,.
Le prénom Bengt est à l'origine du patronyme suédois Bengtsson signifiant « Fils de Bengt ».

## Personnalités pourtant ce prénom
- Pour l'ensemble des articles sur les personnes portant ce prénom, consulter :
  - la liste des articles dont le titre commence par ce prénom
  - les listes produites par Wikidata : Liste des personnes de prénom « Bengt » — même liste en incluant les éventuels prénoms composés qui contiennent « Bengt ».